# Дримотопос
Дримотопос (грч. Δρυμότοπος) је насељено место у општини Паранести у периферији Источна Македонија и Тракија, Грчка. Према попису из 2021. године било је 5 становника.
Дримотопос је 1920. године имао 53 житеља Турака. Године 1923. турско становништво је принудно исељено у Турску а на њихово место су насељене грчке избегличке породице, којих је на попису из 1928. године било 48. Село се раније звало Оваџик.